# Raul Leal
Raul d'Oliveira Sousa Leal (Henoch) (Lisboa, 1 de Setembro de 1886 – 18 de agosto de 1964), foi um escritor, poeta e ocultista português.

## Biografia
Concluiu o curso de direito na Universidade de Coimbra em 1909. Em 1914 exila-se em França por motivos políticos.
Para uma autobiografia
Na casa de meus pais recebi uma educação luxuosíssima, conhecendo bem todas as sumptuosidades e elegâncias; natural era portanto que quisesse manter essa vida ainda que para isso descesse às maiores ignomínias, tanto mais que intensíssimas foram sempre as minhas ambições de luxo, desenfreados os meus apetites e a minha cobiça; pois tudo isso esmaguei em mim porque só ignominiosamente poderia satisfazer tais ambições, tais apetites delirantes, e eu não queria de modo algum esfacelar a minha dignidade, sempre intacta, sempre imaculada. A despeito de tudo preferi a miséria e a fome!
Foi um dos introdutores do futurismo em Portugal, publicando no segundo número da revista Orpheu, a "novela vertígica" "Atelier", a qual planeava integrar num livro inédito intitulado Devaneios e Alucinações. Caso único na literatura portuguesa, escreveu toda a sua obra poética em francês. Projectou também escrever, em 1923, o "drama metafísico" O Incompreendido.
Em 1916 publicou na revista Centauro "A Aventura dum Sátiro ou a Morte de Adónis" e em 1917, na revista Portugal Futurista, o artigo "L'Abstraccionisme Futuriste", sobre um quadro de Santa-Rita Pintor. Colaborou também na revista Pirâmide (1959–1960), na Athena, publicada por Fernando Pessoa, e pela revista dirigida por Almada Negreiros, Sudoeste  (1935).
Vida digníssima de sacrifício
Durante quatro anos horríveis de fome e miséria nunca conseguia abandalhar-me, e através dos meus sofrimentos encontrava sempre a força de alma necessária para trabalhar na minha Obra. Quantas vezes, cheio de frio e mal me podendo suster, por falta absoluta de alimentos, eu subi a escadaria sumptuosa da Biblioteca de Madrid, tão pouco aquecida no inverno, para procurar no estudo da metafísica o esquecimento vago dos meus males, e dando assim uma expressão superior à minha existência! 
Com a publicação de Sodoma Divinizada em 1923, pela editora Olisipo, de Fernando Pessoa, Raul Leal entra voluntariamente no escândalo conhecido por «Literatura de Sodoma», a propósito da 2.ª edição do livro de poesia Canções, de António Botto, publicado no ano anterior também da editora Olisipo. Iniciada com a recensão de Fernando Pessoa «António Botto e o Ideal Estético em Portugal», inserida no n.º 3 da revista Contemporânea, de Julho de 1922, a polémica envolveu, para além de Pessoa e Leal, o jornalista Álvaro Maia e Pedro Teotónio Pereira.
Em Março de 1923, as edições de Canções e Sodoma Divinizada, bem como Decadência de Judith Teixeira, seriam apreendidos e posteriormente queimados por ordem do governador civil de Lisboa. Raul Leal volta à polémica publicando o panfleto Uma Lição de Moral aos Estudantes de Lisboa e o Descaramento da Igreja Católica.

## Edições póstumas
- (1970) O Sentido Esotérico da História, coordenação, prefácio e notas de Pinharanda Gomes. Lisboa: Livraria Portugal.
- (1970) Problemas do Desporto: ensaios de filosofia desportiva, coordenação, apresentação e notas de Pinharanda Gomes. Lisboa: Guimarães.
- (1977) Textos de Raúl Leal, Natália Correia, Lima de Freitas, organização Mário Cesariny. Lisboa: Secretaria de Estado da Cultura.
- (1989) SODOMA DIVINIZADA: uma polémica iniciada por FERNANDO PESSOA a propósito de ANTÓNIO BOTTO, e também por ele terminada, com a ajuda de Álvaro Maia e Pedro Teotónio Pereira (da Liga de Acção dos Estudantes de Lisboa), 3.ª edição, organização, introdução e cronologia de Aníbal Fernandes. Lisboa: Hiena Editora.
- (2007) O Caso Mental Português, Fernando Pessoa, seguido de A Loucura Universal, Raul Leal. Almargem do Bispo: Padrões Culturais Editora.
- (2010) Jorge de Sena / Raul Leal: Correspondência 1957-1960, prefácio de José Augusto Seabra, Lisboa: Guerra & Paz.